# Герой Демократической Республики Афганистан

Герой Демократической Республики Афганистан (пушту افغانستان دیموکراتیک جمهوریت اتل‎) — высший знак отличия в наградной системе Демократической Республики Афганистан.

## История и основания
Звание «Герой Демократической Республики Афганистан» являлось высшим знаком отличия в наградной системе Демократической Республики Афганистан. Учреждено указом Президиума Революционного Совета Демократической Республики Афганистан № 114 от 9 августа 1986 года «в целях высшего отличия граждан ДРА и других государств, совершивших героические подвиги во имя защиты завоеваний Саурской революции, свободы, территориальной целостности и независимости ДРА или внёсшим выдающийся вклад в укрепление обороны государства». Обладателю звания вручался знак особого отличия — медаль «Золотая звезда», грамота Президиума Революционного Совета ДРА, орденская книжка, денежная премия в размере 15 тысяч афгани, а также высшая награда ДРА: орден Саурской революции (с 1986 года), орден «Солнце Свободы» (с 1987 года).

## Описание
Медаль «Золотая звезда» звания «Герой Демократической Республики Афганистан» представляет собой полированную золотую пятиконечную звезду с гладкими двугранными лучами длиной 15 мм. В центре звезды — изображение герба ДРА (в двух типах: 1986—1987 гг.; 1987—1992 гг.). Вес звезды — около 15,3 г. Оборотная сторона медали гладкая и ограничена по контуру тонкими ободками, в центре — соответствующая надпись, ниже — номер медали. Медаль посредством ушка и кольца прикреплена к пятиугольной колодке размером 15,5 × 25 мм, покрытой эмалью красного цвета.

## Награждённые
Во время гражданской войны обладателями звания стали 13 военнослужащих, в том числе Файз Мухаммед (1986), Абдул-Рашид Дустум (дважды — 1986, 1988). Также его удостоены космонавты Валерий Поляков (1988), Владимир Ляхов (1988), Абдул Ахад Моманд (1988).